# Zoo d'Indianapolis
Le zoo d'Indianapolis est un parc zoologique situé à White River State Park, à Indianapolis, dans l'Indiana, aux États-Unis. Le zoo d'Indianapolis est la seule institution accréditée par l'Association des zoos et des aquariums (AZA) et l'American Association of Museums comme un zoo, un aquarium, et un jardin botanique. Le zoo est un organisme privé à but non lucratif, ne recevant pas de soutien fiscal et est entièrement financé par les cotisations des membres, les entrées, les dons, les ventes et une collecte de fonds annuelle. Le zoo regroupe environ 3 800 animaux de 320 espèces différentes. Il est impliqué dans diverses mesures de sauvegardes d'animaux sauvages, de recherche scientifique et d'éducation du grand public à la préservation des espèces.

## Histoire
En 1944, un chroniqueur de journal nommé Lowell B. Nussbaum imagine pour la première fois la création d'un parc zoologique. Il l'évoque dans le journal Inside Indianapolis. C'est en octobre 1944 que sont écrits les Statuts de la société zoologique Indianapolis, INC. Bientôt, les membres de ce groupe présentent les plans du futur zoo. 
Le zoo d'Indianapolis ouvre finalement ses portes le 18 avril 1964, à son emplacement d'origine au East 30th St. L'ouverture officielle a donc eu lieu deux décennies après la formation de l'Indianapolis Zoological Society Inc. Le zoo comprenait à l'origine un éléphant d'Asie, des manchots, des kangourous, des renards, des ratons laveurs, des chameaux, des bisons, des cerfs, des agneaux, des tortues, des lamas, des chiens de prairie, des chèvres naines et des buffles. Pour le vingtième anniversaire du zoo, sa collection d'animaux avait doublé de taille. À ce stade, il a été déterminé que le zoo devait s'installer à un nouvel endroit où il pourrait continuer à se développer.
En 1982, les objectifs sont fixés pour le nouveau zoo, qui ne doit pas seulement être un lieu d'exposition d'animaux, mais une institution de conservation et d'éducation. Cette même année, White River Gardens a été annoncé comme le nouveau site accueillant le zoo. L'inauguration des travaux au nouvel emplacement du centre-ville a eu lieu en septembre 1985. Le vieux zoo est fermé en 1987.
Le site actuel de White River State Park ouvre en 1988 avec une superficie de 26 ha. Après la construction du Waters building et du Pavillon Dolphin, le zoo a obtenu de la part de l'AZA l'accréditation pour ouvrir un aquarium. En 1996, le zoo d'Indianapolis est devenu la première institution à obtenir une triple accréditation pour un zoo, un aquarium et un jardin botanique. White River Gardens a été considérée comme une activité distincte de 1999 à 2006, mais maintenant est incluse dans le zoo.
Le zoo accueille plus d'un million de visiteurs chaque année et joue un rôle dans la conservation d'espèces dans le monde entier et dans la recherche, avec notamment la réalisation de la première insémination artificielle réussie dans le monde de l'éléphant d'Afrique.

## Biomes et animaux

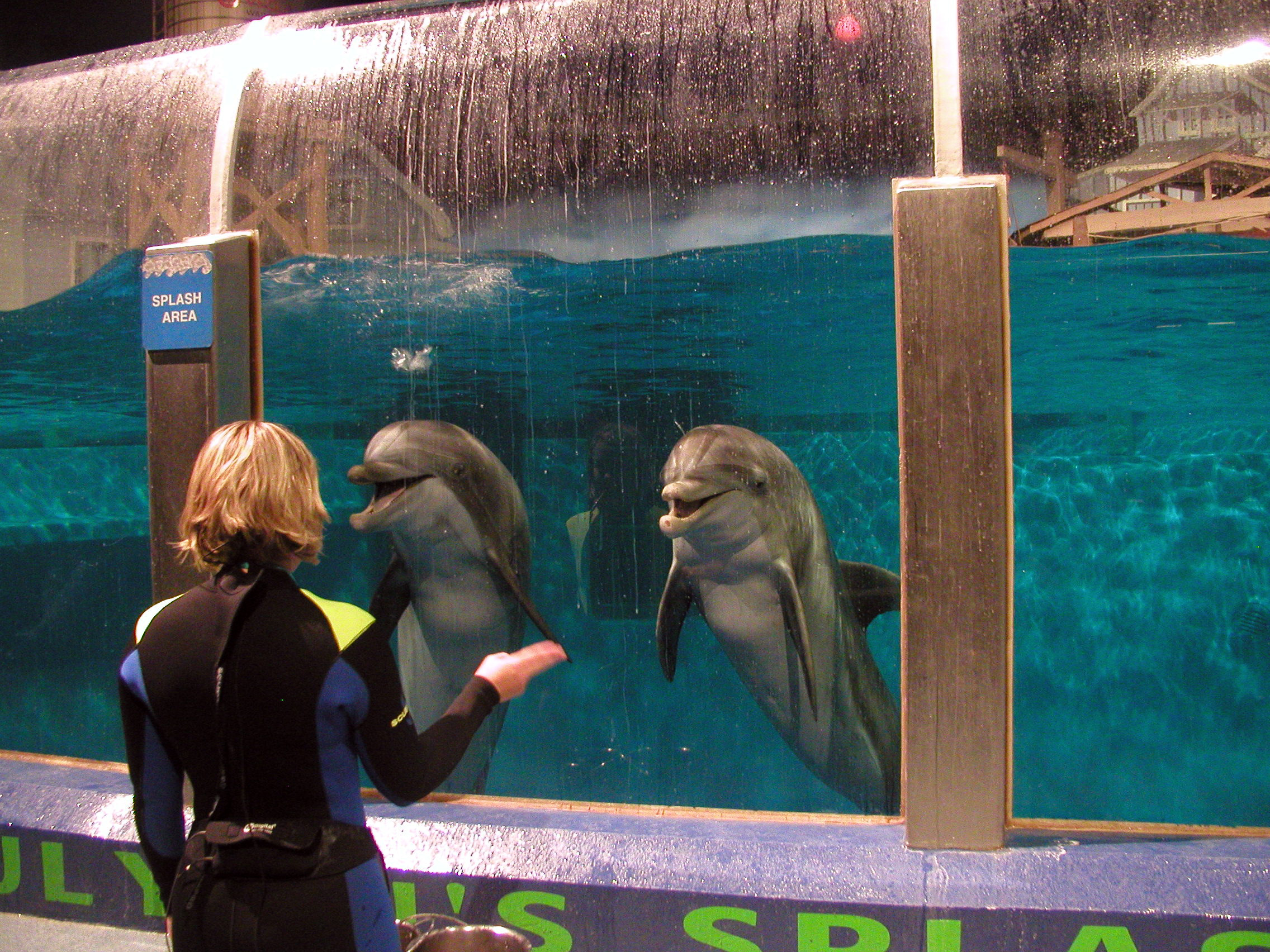
Dauphins au zoo d'Indianapolis.

Le zoo d'Indianapolis est organisé autour du concept de biomes. Les biomes sont des régions de la planète qui se caractérisent par un climat, des plantes et des animaux similaires. Ainsi les animaux du zoo d'Indianapolis sont rassemblés en groupes vivant dans des habitats proches, qui constituent les biomes. On peut lister quatre grands biomes présents dans le zoo : la forêt, l'océan, le désert et la plaine. Le zoo d'Indianapolis possède par ailleurs un important pavillon concernant les dauphins, avec plusieurs bassins pour voir ces animaux sous des angles différents ainsi qu'une exhibition qui propose même au public de nager avec ces animaux. Le zoo regroupe environ 3 800 animaux de 320 espèces différentes.
Le 6 septembre 2015, un guépard s'est échappé de son enclos, sans conséquences pour les visiteurs,.

## Sauvegarde et recherche
Le zoo d'Indianapolis a une approche multidimensionnelle dans ses efforts de conservation et de recherche. Il remet chaque année le Prix d'Indianapolis, un prix pour la conservation des animaux. Le prix comprend une somme de 250 000 dollars et la médaille Lilly, remis tous les deux ans à un écologiste qui a apporté des contributions importantes à l'égard de la viabilité d'une espèce ou d'un groupe d'espèces animales. Le zoo d'Indianapolis participe au programme américain pour les espèces menacées et aux programmes de conservation de l'Association des zoos et des aquariums (AZA), l'organisme national regroupant les zoos des États-Unis. Sous les auspices de l'Institut Polly H. Hix pour la conservation et de la recherche, une initiative qui soutient des programmes de recherche et de conservation actuels et futurs, le zoo mène des projets de recherche à la fois in situ et ex situ des espèces sélectionnées. Le zoo d'Indianapolis participe également à trois fondations de conservation et de recherche − l'International Elephant Foundation (IEF), l'International Iguana Foundation (IIF), et l'International Rhino Foundation (IRF). L'Institut Hix soutient également le Tarangire Elephant Project en Tanzanie afin de protéger les couloirs de migration entre le parc national de Tarangire et la Zone de conservation de Ngorongoro. Le zoo a un deuxième partenariat avec l'UICN − Union mondiale pour la nature, un réseau de conservation. Le zoo d'Indianapolis, en partenariat avec la Fondation MacArthur, soutient le projet de l'UICN de documenter les impacts connus du changement climatique sur les espèces et les habitats.

## Développement durable
L'agence américaine pour la protection de l'environnement (EPA) a décerné au zoo d'Indianapolis Zoo le label 100% Green Power, particulièrement pour l'utilisation d'énergies renouvelables. Le zoo achète plus de 12 GWh d'énergie propre annuellement. Selon des calculs de l'EPA, cela correspond aux émissions en dioxyde de carbone de près de 2 000 véhicules par an.